# Leptiri
Leptiri (lat. Lepidoptera) su red kukaca s dva para krila obraslih ljuskastim dlačicama koje se prekrivaju poput crjepova.

## Izgled
Kod leptira je često spolno dvoličje koje je izraženo u veličini, obojenosti, krilima i ticalima. Mužjaci su obično šarenijih i življih boja.
U nekih leptira pojavljuju se znatne razlike u boji prema godišnjem dobu (sezonsko dvoličje).
Potpuno razvijeni leptiri hrane se najviše nektarom, rijetko peludom, a nekima je probavilo zakržljalo pa se i ne hrane.
Tijelo im je dlakavo, glava slabo pokretljiva. Sastavljene oči su polukuglaste, a često imaju i dva jednostavna oka. Ticala su im sastavljena od mnogo članaka, a mogu biti: nitasta, četinasta, pilasta, češljasta, perasta i kijačasta. Prsni kolutići su stopljeni. Noge su im slabašne, a prednje su smanjene u noge za čišćenje. Zadak se sastoji od 6 do 7 kolutića.
Prednja krila obično su veća od stražnjih. Bez krila, leptiri mogu biti dugi između 3 mm i 7 cm. Najveći među njima, vrste Ornithoptera alexandrae mogu imati raspon krila i veći od 30 cm. Najmanjim leptirom se smatra patuljasti moljac s rasponom krila od svega dva milimetra, dok najveću površinu krila ima Attacus atlas L. iz Jugoistočne Azije.

## Životni ciklus
U jajetu, koje je prvi razvojni oblik leptira razvija se mlada gusjenica. Ličinke leptira su gusjenice s usnim organima za grizenje, većinom žive na kopnu, a neke u vodi. Hrane se uglavnom raznim biljnim dijelovima. Na glavi imaju kratka ticala i 4 do 6 jednostavnih očiju. Uz prave noge imaju obično 5 pari panoga (na 3. do 6. i na zadnjem začanom kolutiću). Za leptire je karakteristična potpuna preobrazba (holometabolija) pa između ličinačkog stadija i odrasle jedinke prolaze stadij kukuljice. Prije nego što se zakukulje, gusjenice se pričvrste na zaštićenu mjestu ili ispredu svilen zapredak, te se preobraze u slobodnu ili češće zastrtu kukuljicu. Kukuljica se doima mirnom, međutim u unutrašnjosti se odvijaju velike promjene, organi gusjenice se razgrađuju, a izgrađuju se unutrašnji organi leptira. Kad se odrasli leptir izvuče iz zapretka najprije raširi krila da se osuše. Nakon toga je spreman za let. Potpuno razvijeni leptiri obično žive samo kratko vrijeme, ali neki mogu i prezimiti.

## Klasifikacija
Leptiri se klasificiraju na nekoliko načina.
Prema načinu na koji su tijekom leta spojena prednja i stražnja krila dijele se na: Jugatae (krila su spojena izbočinom prednjih krila) i Frenatae (krila su spojena aparatom na stražnjim krilima). Jugatea obuhvaćaju primitivne porodice kao što su: Micropterigidae, Eriocraniidae i Hepialidae dok u Frenatae spadaju svi ostali noćni i danji leptiri.
Prema rasporedu rebara na krilima se razlikuju: Homoneura (podjednak izgled prednjih i stražnjih krila i podjednak broj rebara) i Heteroneura (različit oblik i broj rebara na prednjim i stražnjim krilima).
S obzirom na broj spolnih otvora u ženki porodice se klasificiraju u Monotrysia (jedan spolni otvor) ili Ditrysia (dva spolna otvora).
Najčešće korištena klasifikacija koristi tradicionalnu podjelu na Macrolepidoptera (veliki danji i noćni leptiri) i Microlepidoptera (mali noćni leptiri). Neki istraživači smatraju da se Lepidoptera dijele na 50 dok drugi spominju čak 120 porodica leptira.

## Vrste
Poznato je više od 150 000 vrsta, a u Srednjoj Europi živi više od 4 000 vrsta. 
Veće porodice su: bijelci (Pieridae), prelci četnjaci, četni prelci ili prelci povorkaši (Thaumetopoeidae), debeloglavci (Hesperiidae), grbice (Geometridae), gubari (Lymantriidae), ivanjske ptičice (Zygaenidae), prelci (kvočke) (Lasiocampidae), lastinrepci (Papilionidae), ljiljci (Sphingidae), medonjice (Arctiidae), moljci (Tineidae), okaši (Satyridae), plavci (Lycaenidae), sovice (Noctuidae), staklokrilci (Sesiidae), svilci (Bombycidae), šarenci (Nymphalidae), moljci zapredari (Hyponomeutidae), savijači (Tortricidae), moljci tuljčari (Coleophoridae), drvotočci (Cossidae), plamenci (Pyralidae),
U Hrvatskoj je zabilježeno oko 3 000 vrsta leptira, od kojih je 186 danjih. Zakonom o zaštiti prirode zaštićeni su: lastin rep (Papilio machaon), prugasto jedarce (Iphiclides podalirius), apolon ili crvenooki parnasovac (Parnassius apollo), velika prelijevalica (Apatura iris), mala prelijevalica (Apatura ilia) i veliki topolnjak (Limenitis populi).

## Rasprostranjenost
Žive na svim kontinentima osim Antarktike, a mnoge vrste su akutno ugrožene. Kako su hladnokrvne životinje, žive u područjima do 2 000 m nadmorske visine, a ponekad i još više, na toplim brdskim obroncima.

## Evolucija
Zbog nježne tjelesne građe postoji vrlo malo paleontoloških ostataka leptira pa se do spoznaja o njihovoj evoluciji dolazi posredno, preko ostataka drugih životinjskih skupina ili proučavanjem evolucije biljnih vrsta s kojima su zbog načina života leptiri usko povezani. Najstariji poznati fosil (Archaeolepis mane) je star oko 190 milijuna godina. Pretpostavlja se da su se razvijali tijekom dugog razdoblja od 300 milijuna godina, a najstariji oblici vjerojatno su se pojavili krajem paleozoika kada su već postojali uvjeti života pogodni za leptire.

## Prirodni neprijatelji
Najčešći prirodni neprijatelji dnevnih leptira su ptice, noćni šišmiši. Muhe legu jaja na gusjenice, a ose najeznice polažu jaja u gusjenicu ili kukuljicu. Tijelo gusjenice ili kukuljice služi kao hrana ličinkama parazitske muhe ili ose. Grabežljive životinje i paraziti održavaju prirodnu ravnotežu i sprječavaju da se leptiri previše namnože i da njihove gusjnice nanesu preveliku štetu biljkama hraniteljicama.

## Natporodice
1. Acanthopteroctetoidea • 3 živih vrsta
2. Agathiphagoidea • 2 živih vrsta
3. Alucitoidea • 186 živih vrsta
4. Axioidea • 5 živih vrsta
5. Bombycoidea • 3,467 živih vrsta
6. Calliduloidea • 53 živih vrsta
7. Choreutoidea • 366 živih vrsta
8. Copromorphoidea • 345 živih vrsta
9. Cossoidea • 1,074 živih vrsta
10. Drepanoidea • 766 živih vrsta
11. Epermenioidea • 98 živih vrsta
12. Eriocranioidea • 24 živih vrsta
13. Galacticoidea • 12 živih vrsta
14. Gelechioidea • 16,884 živih vrsta
15. Geometroidea • 22,029 živih vrsta
16. Gracillarioidea • 2,155 živih vrsta
17. Hedyloidea • 33 živih vrsta
18. Hepialoidea • 577 živih vrsta
19. Hesperioidea • 3,430 živih vrsta
20. Heterobathmioidea • 2 živih vrsta
21. Hyblaeoidea • 41 živih vrsta
22. Immoidea • 238 živih vrsta
23. Incurvarioidea • 600 živih vrsta
24. Lasiocampoidea • 1,843 živih vrsta
25. Lophocoronoidea • 3 živih vrsta
26. Micropterigoidea • 116 živih vrsta
27. Mimallonoidea • 201 živih vrsta
28. Mnesarchaeoidea • 6 živih vrsta
29. Neopseustoidea • 10 živih vrsta
30. Nepticuloidea • 1,055 živih vrsta; 18 †izumrlih vrsta
31. Noctuoidea • 41,365 živih vrsta
32. Palaephatoidea • 13 živih vrsta
33. Papilionoidea • 15,619 živih vrsta
34. Pterophoroidea • 1,463 živih vrsta
35. Pyraloidea • 15,651 živih vrsta
36. Schreckensteinioidea • 12 živih vrsta
37. Sesioidea • 1,464 živih vrsta
38. Simaethistoidea • 4 živih vrsta
39. Thyridoidea • 818 živih vrsta
40. Tineoidea • 3,896 živih vrsta
41. Tischerioidea • 82 živih vrsta
42. Tortricoidea • 8,692 živih vrsta
43. Urodoidea • 62 živih vrsta
44. Whalleyanoidea • 2 živih vrsta
45. Yponomeutoidea • 1,930 živih vrsta
46. Zygaenoidea • 3,123 živih vrsta

- Rod Mesotaenia • 1 živa vrsta